# Hermínio Sacchetta
Hermínio Sacchetta (São Paulo, 1909 – 28 de outubro de 1982) foi um jornalista e militante trotskista brasileiro.
Filho de imigrantes italianos, bacharelou-se em ciências e letras em 1928. Iniciou sua carreira profissional no mesmo ano, como revisor do Correio Paulistano, passando depois por importantes jornais, como a Folha da Manhã e a Folha da Noite, os Diários Associados e O Tempo. Numerosos jornalistas foram formados por ele.
Entrou para a militância política em 1932. No Partido Comunista, tornou-se editor do jornal A Classe Operária, secretário do Comitê Regional São Paulo e membro do Bureau Político até 1937. Neste ano foi expulso por suas ligações com o trotskismo. Foi preso político no Estado Novo, sendo libertado em novembro de 1939. Ajudou então a organizar a seção brasileira da IV Internacional, criando o Partido Socialista Revolucionário e, na década de 1950, a Liga Socialista Independente.
É pai do historiador Vladimir Sacchetta.

## Militância
Foi dirigente do Comitê Regional do PCB de São Paulo.
Foi um dos articuladores da greve dos Correios e Telégrafos em dezembro de 1934, entrando na clandestinidade. Nesse mesmo ano entra conflito com as orientações dos dirigentes do Partido Comunista do Brasil, por este se recusar a participar das reuniões da Frente Única Antifascista. Sachetta orienta que os militantes participem da "Batalha da Praça da Sé", manifestação em protesto a manifestação dos integralistas da Ação Integralista Brasileira, de Plínio Salgado. Em novembro de 1937, Hermínio Sachetta, codinome Paulo, em meio a intensa luta interna no partido, é acusado de fracionismo trotskista e expulso do PCB.
Constitui com o Comitê Regional de São Paulo a Dissidência Pró-Reagrupamento da Vanguarda Revolucionária. É delatado pelo stalinismo ao vivo pela rádio Moscou e preso. Dois anos depois, quando sai da cadeia torna-se dirigente do recém-fundado Partido Socialista Revolucionário (PSR), então seção brasileira da 4ª Internacional junto com inúmeros importantes intelectuais paulistas como Febus Gikovate, Alberto da Rocha Barros, Vítor Azevedo, Patrícia Galvão (Pagú), Florestan Fernandes, Maurício Tragtenberg, entre outros. Ao longo de toda sua vida dedicou-se à militância e ao jornalismo.
Preso político durante o Estado Novo, após sua libertação, em novembro de 1939, participou da fundação do Partido Socialista Revolucionário - seção brasileira da IV Internacional nos anos 40 e 50 impulsionando o jornal Orientação Socialista.
Em 1951, antes do III Congresso da IV Internacional, passou a entender que era impossível continuar a defender a União Soviética como um “estado operário degenerado” e se afasta do trotskismo. Na nova etapa da militância, funda a Liga Socialista Independente (LSI), de tendência luxemburguista, que editaria o Jornal "Ação Socialista". Dessa nova organização também participaram Alberto Rocha Barros, Maurício Tragtenberg, Emir e Éder Sader. Na década de 1960, a LSI passaria a adotar a denominação de: Movimento Comunista Internacionalista (MCI).

## Jornalista
Cláudio Abramo, seu companheiro de redação no Jornal de São Paulo, recordaria: “Sachetta foi durante muitos e muitos anos um dos melhores e mais importantes chefes de redação que o jornalismo de São Paulo produziu. Homem de princípios rígidos, (...) travou sempre com a profissão de jornalista uma batalha árdua e difícil, enfrentando ao mesmo tempo os empregadores e a redação, que ele tentou incansavelmente moldar e domar”
Editor internacional na "Folha da Noite" e, eventualmente, colunista internacional. Assumiu a secretaria-geral também da Folha de S.Paulo, onde permaneceu até março de 1945.
Fundou, com outros companheiros, o "Jornal de São Paulo", de curta existência, assumindo depois o "Diário da Noite", como secretário de redação, assumindo logo depois a direção desse vespertino e do "Diário de São Paulo". Saindo dos "Diários Associados", fundou a "Editora Flama", que deixou para lançar "O Tempo", jornal que circulou em São Paulo entre 1950 e 1956.
Trabalhou também como radialista, assumindo a direção de redação da "Rádio Bandeirantes", entre 1957 e 1959.
Em 1960, passou a dirigir o "Shopping News", onde permaneceu por cerca de dez anos. Deixando essa empresa, retornou à direção de redação dos "Diários Associados", cargo que, por força de circunstâncias políticas, foi obrigado a deixar. Afastando-se dos "Diários", voltou a atuar na "Folha de S.Paulo", na editoria internacional durante oito meses, entre setembro de 1975 e maio de 1976.

## Livros
- 1922 - O Trotskismo
- 1954 - Jorge Amado e os Porões da Decência
- 1967 - Combinar Combates Democráticos com Ações Socialistas

## Prêmios
- Em 2019, foi homenageado com um prêmio póstumo, no Prêmio Vladimir Herzog.[6]